# Джоркаефф, Оан
Оан Джоркаефф (фр. Oan Djorkaeff; 30 апреля 1997, Милан, Италия) — французский футболист, полузащитник клуба «Рапперсвиль-Йона».

## Биография

### Семья
Его прадед Армадык Джоркаев — калмык, эмигрировавший во Францию. Дед — Жан Джоркаефф (род. 1939) родился во Франции в калмыцко-польской семье; являлся профессиональным футболистом, а затем тренером, был игроком и капитаном сборной Франции, участник чемпионата мира 1966. Женился на армянке Марии Оганян.
Отец — Юрий Джоркаефф (род. 1968) также стал футболистом и выступал за сборную Франции. Чемпион мира 1998 года и чемпион Европы 2000 года. Мать Оана — испанка Софи Хименес. Имеет брата Сашу и сестру Анжелику.

### Клубная карьера
На взрослом уровне начинал играть за фарм-клубы «Эвиана», «Монпелье» и «Нанта» в пятом и четвёртом по значимости французских дивизионах. 12 июля 2019 года подписал однолетний контракт с шотландским клубом «Сент-Миррен». Дебютировал в чемпионате Шотландии 3 августа в матче 1-го тура с клубом «Хиберниан», в котором вышел на замену на 74-й минуте вместо Тони Андреу. Всего сыграл 2 матча в чемпионате Шотландии и 4 матча (забил один гол) в Кубке шотландской лиги. В октябре 2020 года перешёл в клуб швейцарской Челлендж-лиги «Кринс». С января 2023 года — игрок «Рапперсвиль-Йона».

### Карьера в сборной
В 2017 году Оан Джоркаефф тренировался с молодёжной сборной Армении, однако не мог принимать участие в матчах поскольку не имеет армянского гражданства.